# 283-й истребительный авиационный полк ПВО
283-й истребительный авиационный полк ПВО (283-й иап ПВО) — воинская часть истребительной авиации ПВО, принимавшая участие в боевых действиях Великой Отечественной войны.

## Наименования полка
- 283-й истребительный авиационный полк[1][2];
- 283-й истребительный авиационный полк ПВО[1][2];
- 740-й истребительный авиационный полк ПВО[1][2];
- 144-й истребительный авиационный полк ПВО[1][2];
- Войсковая часть (полевая почта) 42086[1][2].

## История и боевой путь полка
283-й истребительный авиационный полк сформирован в период с 23 по 31 августа 1941 года из третьих эскадрилий 148-го и 240-го истребительных авиационных полков при 1-й Высшей школе штурманов ВВС КА в Московском военном округе на аэродроме Дягилево в городе Разань по штату 015/174 на самолётах МиГ-3. 31 августа полк перебазировался на аэродром Матурино. Уже с 3 сентября 1941 года полк в составе 3-й резервной авиагруппы СВГК, действовавшей в подчинении штаба ВВС Ленинградского фронта, вступил в боевые действия против фашистской Германии и её союзников на самолётах МиГ-3. При перебазировании на новый аэродром потерпел катастрофу транспортный самолёт ТБ-3, перевозивший штаб, погибли писари и младшие специалисты. По прибытии на аэродром Матурино командующий резервной группой приказал полку перебазироваться на аэродром Шибенец, в 18 км юго-западнее города Тихвин.
8 сентября полк получил пополнение из 175-го штурмового авиационного полка. 10 сентября полк понёс первую потерю: при возвращении с задания пилот сержант Матвеев отстал от группы и не долетев до аэродрома сорвался в штопор и врезался в землю. Предположительно лётчик был ранен огнём зенитной артиллерии и в результате потери сознания потерял контроль над управлением самолёта.
Первая известная воздушная победа полка в Отечественной войне одержана 12 сентября 1941 года: младший лейтенант Веселовский Б. В. в воздушном бою в районе с. Вороново сбил немецкий истребитель Messerschmitt Bf.109 (Ме-109).
Весь сентябрь полк выполнял задачи по сопровождению бомбардировщиков. 26 сентября 1941 года полк перебазировался на аэродром Шум для выполнения боевой задачи по прикрытию наземных войск.
В сентябре — октябре 1941 года полк, действуя в составе 3-й резервной авиагруппы СВГК, находился в подчинении 54-й армии в районе Синявино, в конце октября 1941 года в связи с немецким наступлением переброшен под Тихвин. В середине ноября полк выведен с фронта.
В период с 15 по 26 ноября 1941 года полк находился в Учебно-тренировочном центре ВВС Ленинградского фронта в городе Череповец Вологодской области на доукомплектовании. Боевая задача полка состояла в прикрытии линии железной дороги Вологда-Череповец-Бабаево. 26 ноября 1941 года полк передан из ВВС КА в войска ПВО ТС. Приступил к боевой работе в составе 148-й истребительной авиадивизии ПВО Череповецко-Вологодского района ПВО.
9 января 1942 года директивой НШ ВВС КА № 338424/сс от 09.01.1942 г. полк переименован в 740-й истребительный авиационный полк. При этом полк продолжал выполнение боевой работы в составе 148-й истребительной авиационной дивизии ПВО Череповецко-Вологодского района ПВО.
Всего в составе действующей армии полк находился: с 3 сентября 1941 года по 9 января 1942 года.

### Итоги боевой деятельности полка в Великой Отечественной войне
Всего за годы войны полком:
- Совершено боевых вылетов — 2326

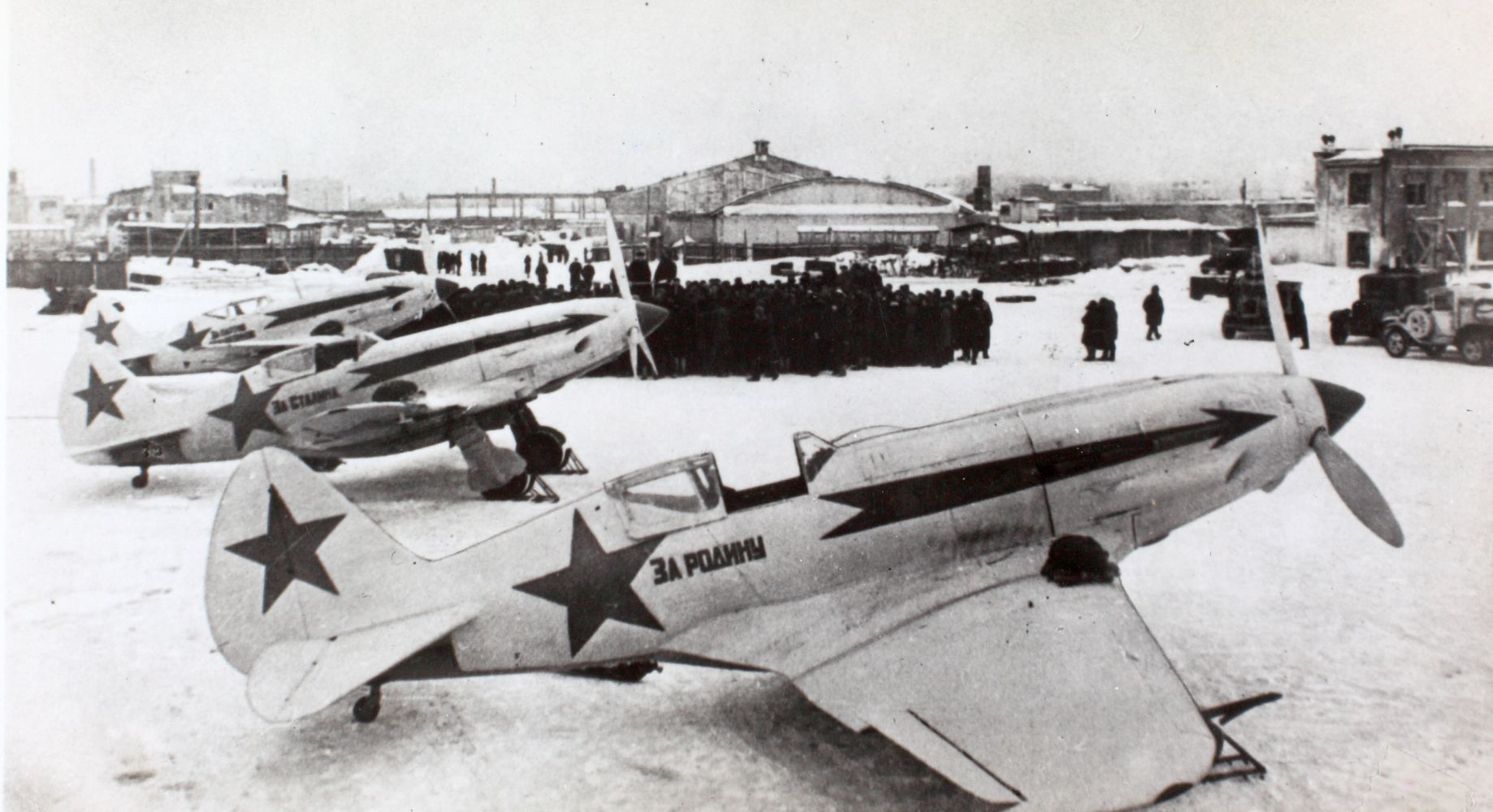
Самолёт МиГ-3 в зимнем камуфляже. На таких МиГ-3 полк формировался в Рязани в 1941 году.

- Сбито самолётов противника — 40, из них:
  - бомбардировщиков — 16
  - истребителей — 23
  - прочих типов — 1
- Свои потери (боевые):
  - лётчиков — 10
  - самолётов — 11

## Командир полка
- капитан, майор, подполковник Александр Никитович Мальцев (23 августа 1941 — 12 февраля 1944)
- капитан, майор Николай Александрович Мартынов (4 марта 1944 — 31 января 1946)